# Thuraya
Thuraya (от араб. الثريا‎ — Плеяды, произносится Турайя) — региональный оператор спутниковой телефонной связи, который работает в Европе, Средней Азии, Австралии и Африке. Оператор также предоставляет услуги доступа в интернет через спутник под брендом ThurayaDSL.
Компания зарегистрирована в Объединённых Арабских Эмиратах и предоставляет услуги через авторизованных поставщиков.
В данный момент у компании около 250 000 абонентов (март 2006). Прибыль Турайи в 2004 году — 26,15 миллиона $, а в 2005 году — более 84 миллионов $.
Система использует два спутника, находящихся на геостационарных орбитах. Телефонные терминалы Турайя отличаются от других спутниковых телефонов, так как могут работать как в спутниковой сети, так и в наземных GSM-900 сетях других операторов. Турайя заключила роуминговые соглашения более чем с 201 GSM-операторами (февраль 2006 г.).

## Предоставляемые сервисы
- Передача голоса на портативный Thuraya XT, Thuraya XT DUAL (Thuraya SO-2510, SG-2520, Hughes 7100/7101 (снят с производства), Ascom 21 (снят с производства)) или стационарный терминал;
- Использование SMS;
- Передача данных и факсов на скорости 9,6 Кбит/с;
- Мобильный сервис передачи данных GMPRS на терминалах SO,SG и XT — 60 кбит/с к терминалу и 15 кбит/с в обратном канале;
- ThurayaDSL — передача данных на скорости 144 кбит/с на терминал размером с ноутбук (снят с производства);
- ThurayaIP — передача данных на скорости 444 кбит/с на терминал размером 158×225×50 мм (формат A5) и весом в 1,3 кг;
- Портативные терминалы имеют встроенный GPS-приёмник;
- Дополнительные сервисы: новости, call back, ожидание вызова, пропущенные вызовы, голосовая почта, WAP, и т. д.;
- Вызов высокой мощности ('high power alert') позволяет получать сигнал о вызове, даже если уровень сигнала недостаточен для принятия вызова (например, в помещении).

## Технические подробности
Телефонный префикс сети Турайи: +88216.
Используемые частоты:
Каналы на пользовательские терминалы:
- Земля-космос 1626,5 — 1660,5 МГц
- Космос-земля 1525,0 — 1559,0 МГц

Каналы на станцию управления:
- Земля-космос 6425,0 — 6725,0 МГц
- Космос-земля 3400,0 — 3625,0 МГц

В настоящее время (май 2008 г.) на орбите находятся три спутника системы.

### Thuraya-1
- Номер по спутниковому каталогу: 26578
- Международный номер полёта: 2000-066A
- Дата и время запуска 21 октября 2000 05:22:00 UTC
- Масса без топлива 3200 кг
- Масса с топливом 5100 кг
- Мощность солнечных батарей 13 кВт

Антенна, используемая для связи с терминалами — 128-элементная цифровая антенная решётка диаметром 12 м. Антенна позволяет формировать до 200—300 лучей на пользовательские терминалы или их группы.
Находился на геостационарной орбите в позиции 44° в.д., затем был переведен в резерв на позицию 98,5° в.д., а потом, в мае 2007 года, выведен на орбиту захоронения.

### Thuraya-2
- Номер по спутниковому каталогу: 27825
- Международный номер полёта: 2003-026A
- Дата и время запуска 6 октября 2003 13:56:00 UTC
- Масса с топливом 5200 кг
- Мощность солнечных батарей 11 кВт

Антенна, используемая для связи с терминалами — 128-элементная цифровая антенная решётка
 диаметром 12 м. Антенна позволяет формировать до 200—300 лучей на пользовательские терминалы или их группы.
Находится на геосинхронной орбите с наклонением 6,3° в позиции 44° в. д..

### Thuraya-3
- Номер по спутниковому каталогу: 32404
- Международный номер полёта: 2008-001A
- Дата запуска: 15 января 2008 11:48:59 UTC
- Масса: 5173 кг
- Планируемый срок службы: 12 лет
- Находится на геосинхронной орбите в позиции 98,5° в. д.[11][9]

В апреле 2024 года произошёл отказ полезной нагрузки аппарата Thuraya-3. Владельцем сервиса заявлено о «существенном ограничении услуг в большинстве затронутых регионов».

### Thuraya 4-NGS
- Номер по спутниковому каталогу: 62483
- Международный номер полёта: 2025-001A
- Дата запуска: 4 января 2025 01:27 UTC
- Планируемый срок службы: 15 лет

Thuraya 4-NGS (Next Generation Satellite) предназначен для замены аппарата Thuraya-2 и должен достичь своей точки стояния 44Е на ГСО в течение нескольких месяцев после запуска. Спутник оснащен 12-метровой антенной L-диапазона и полезной нагрузкой с усовершенствованными возможностями обработки на борту. Он сможет обеспечивать одновременную коммутацию до 3200 каналов и динамическое перераспределение мощности между абонентскими лучами.

## Наземные терминалы

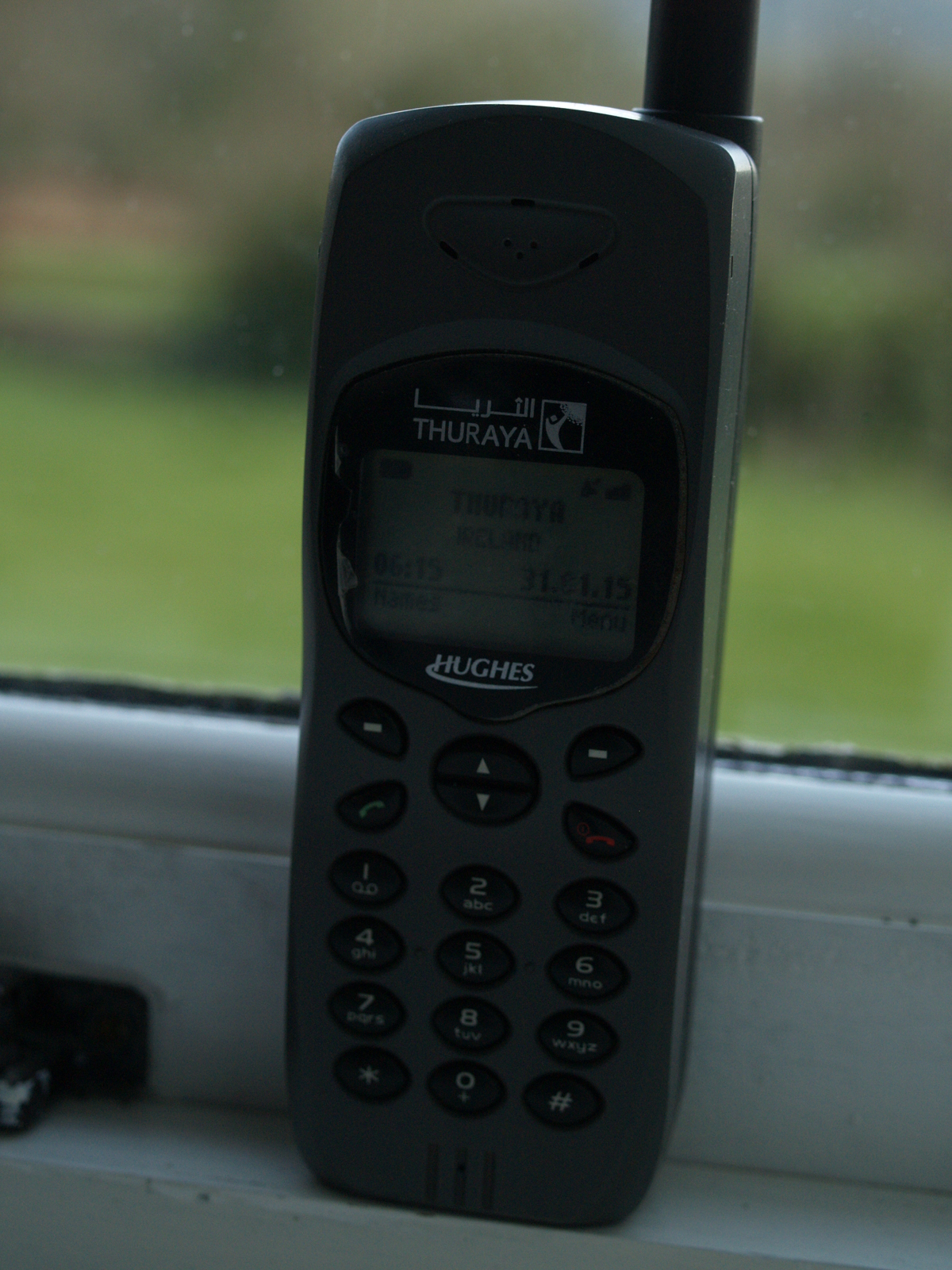
Hughes 7101
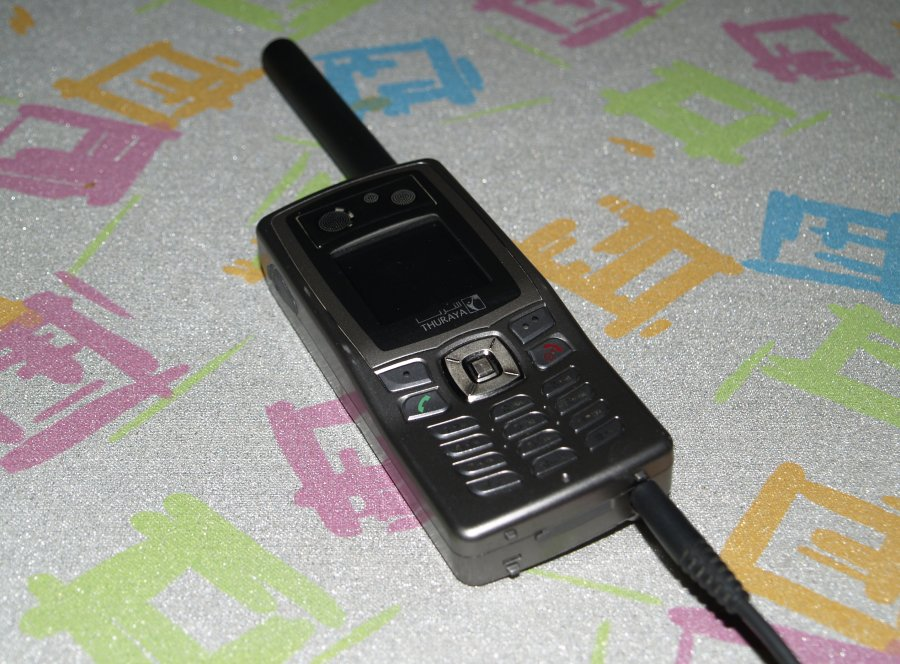
Thuraya SO-2510
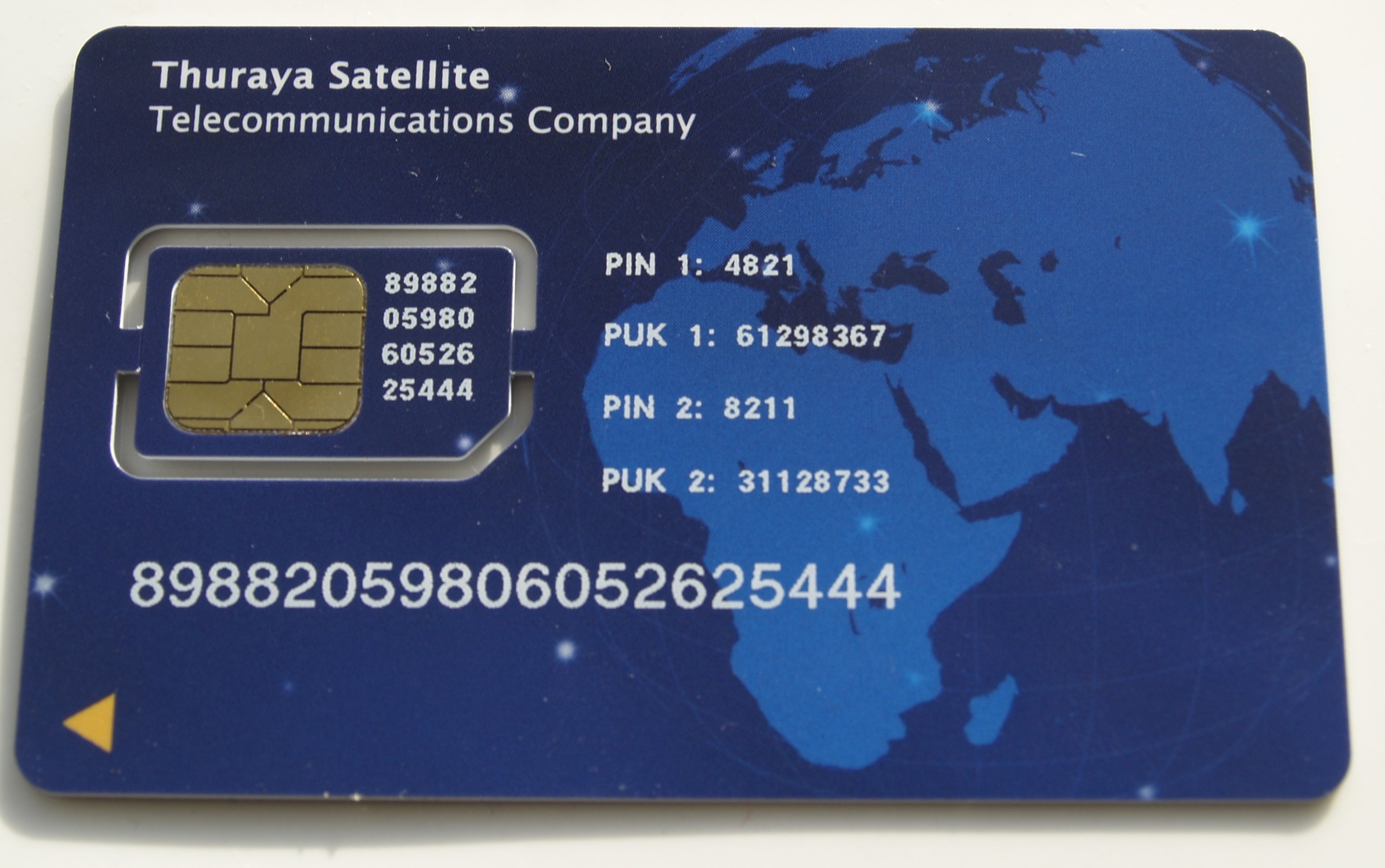
Thuraya SIM
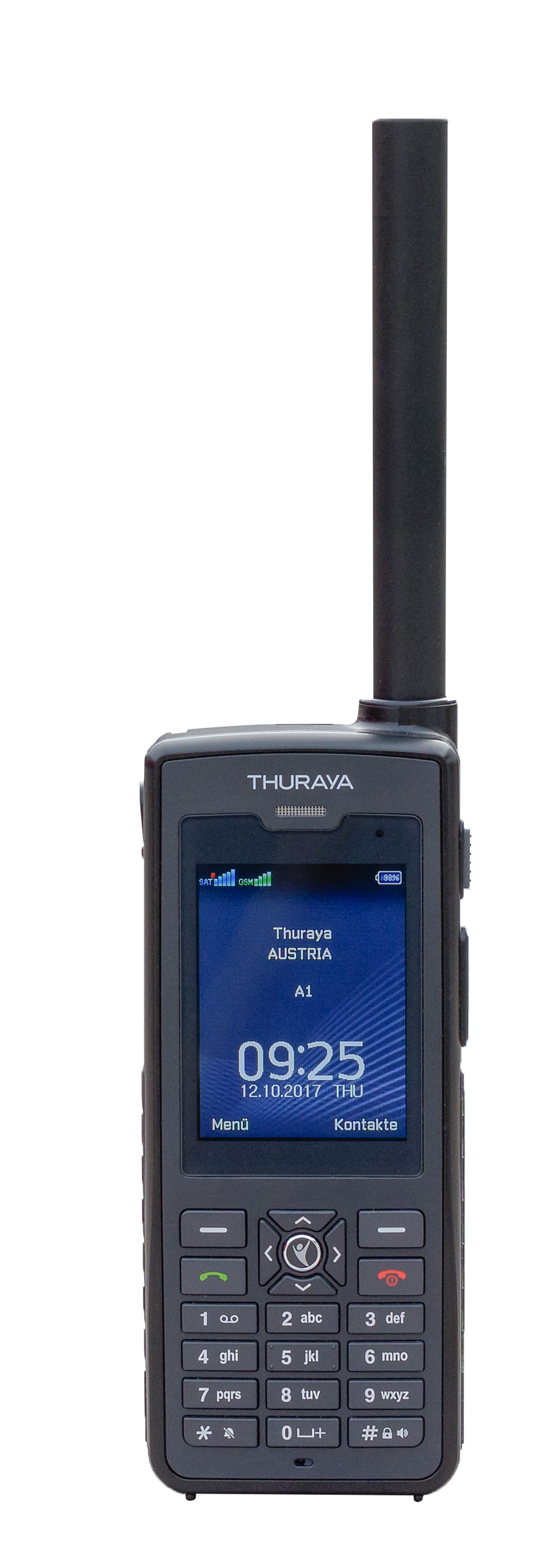
Thuraya XT-PRO DUAL
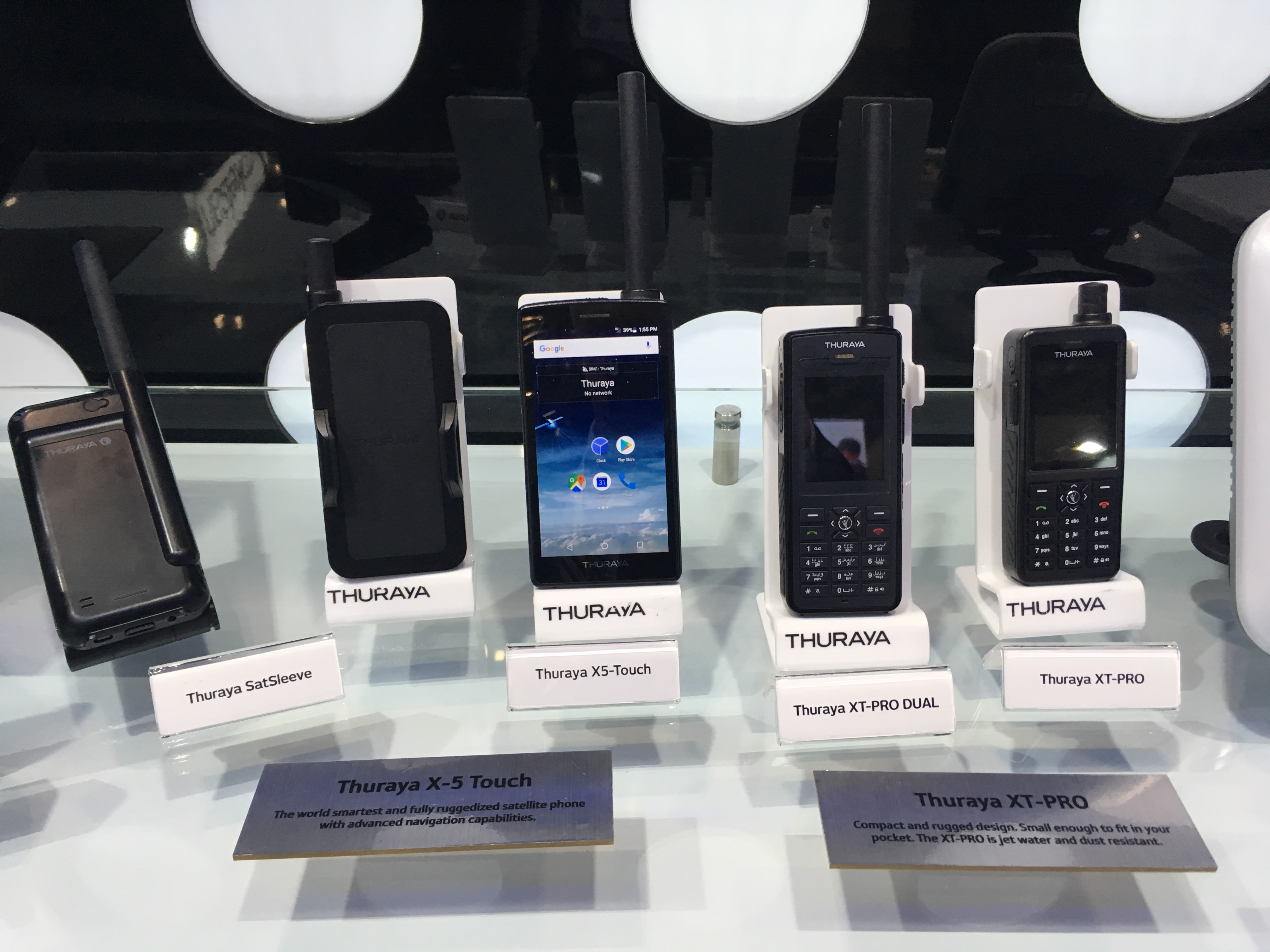
Thuraya X-5 Touch на DSEI-2019, ExCel Лондон